# Körnersdorf
Körnersdorf ist ein Gemeindeteil der Gemeinde Mühlhausen im Landkreis Neumarkt in der Oberpfalz.

## Lage
Das Dorf Körnersdorf liegt im Süden des Schlüpfelberges Sulzbürg und nördlich des Main-Donau-Kanals auf circa 420 m ü. NHN.

## Geschichte
In Körnersdorf saßen Dienstleute der Herren von Stein auf Niedersulzbürg. Um 1320/30 erhielt „F[ritz] de Chunrstorff“ vom Eichstätter Bischof den Zehent des Dorfes verliehen. 1328 verkaufte dieser sein Gut zu Körnersdorf im Einvernehmen mit Hilpolt II. von Stein an das Zisterzienserinnenkloster Seligenporten, stritt jedoch 1329 mit dem Kloster um dieses Gut. Die meisten Güter des Dorfes besaßen vor 1359 die Wolfsteiner. Als 1376 das Klösterlein Grab durch die die Herren von Stein am Schlüpfelberg als eine Art Filialkloster des Benediktinerklosters Plankstetten gegründet wurde, gehörten zu den Fundationsgütern aus den Eigengütern der Steiner auch ein Gut in Körnersdorf. Die Gerichtsbarkeit über dieses Gut verlor das Kloster Plankstetten durch die Reformation an die Wolfsteiner. Als 1403 die Wolfsteiner die Burg Niedersulzbürg von Schweiker von Gundelfingen kauften, gehörten dazu auch Güter in Körnersdorf.

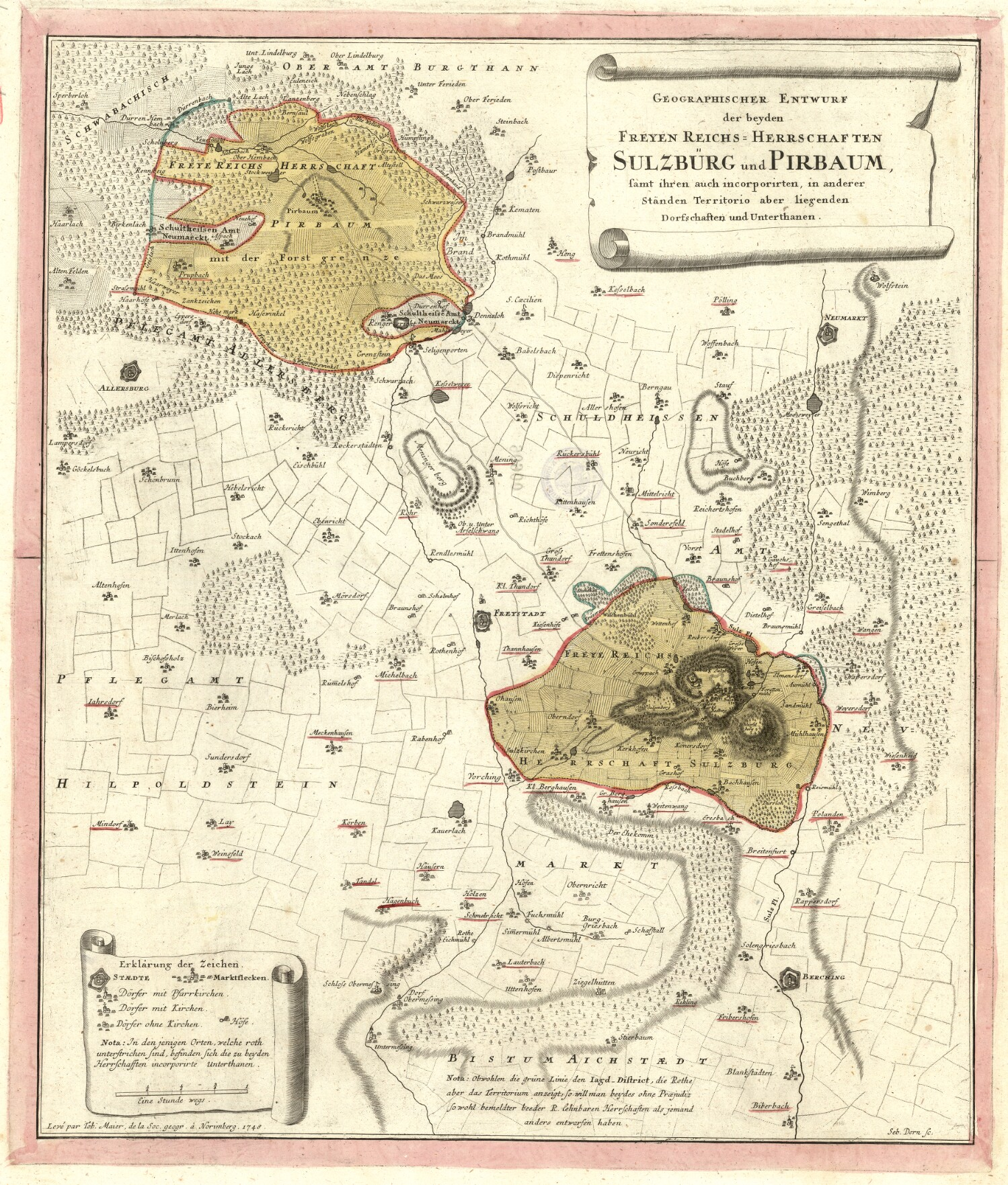
Körnersdorf, ein Dorf im Süden der Herrschaft Sulzbürg auf einer Karte von 1748

Auf dem Augsburger Reichstag 1530 waren die Wolfsteiner unter dem protestantischen Adeligen anwesend, hatten also die Reformation angenommen. Die seit 1625 unter dem bayerischen Kurfürsten Maximilian einsetzende Gegenreformation musste vor der Landeshoheit der Wolfsteiner Halt machen, Körnersdorf blieb also protestantisch. Katholiken siedelten sich erst in bayerischer Zeit an. Um 1732 gehörte zum wolfsteinschen Amt Sulzbürg der Ort „Könnersdorf“, bestehend aus zehn „Mannschaften“ (= Höfe) und dem Hirtenhaus. 1740 starb mit dem letzten Reichsgrafen von Wolfstein, Christian Albrecht, das Geschlecht aus; der Besitz kam als erledigtes Reichslehen (1769 auch der Allodialbesitz) an das herzogliche Bayern, das zur Verwaltung dieser Güter, auch der Güter des Dorfes Körnersdorf, die Kabinettsherrschaften Sulzbürg-Pyrbaum errichtete. Am Ende des Alten Reiches, um 1800, machten den Ort acht Höfe aus, nämlich vier Viertelhöfe, ein Achtelhof, ein 5⁄8-Hof und zwei 1⁄16-Höfe, von denen der Kabinettsherrschaft Sulzbürg drei, der Klösterlein Grab-Grundherrschaft zwei und dem Klosterrichteramt Plankstetten drei niedergerichtlich unterstanden, während das Hochgericht ebenfalls von der Kabinettsherrschaft Sulzbürg wahrgenommen wurde.
Im Königreich Bayern wurde Körnersdorf dem um 1808 gebildeten Steuerdistrikt Erasbach zugeteilt. Mit dem Gemeindeedikt von 1818 wurde aus Bachhausen und Körnersdorf die Ruralgemeinde Bachhausen im Landgericht Neumarkt gebildet, die 1827 in das Landgericht und Rentamt Beilngries kam und der 1830 die Reismühle aus der Gemeinde Erasbach und Wiesenheid aus der Gemeinde Pollanten hinzugefügt wurden; Wiesenheid ist nach 1856 nicht mehr nachweisbar und ist seitdem abgegangen. Im Zuge der Gebietsreform in Bayern wurde die Gemeinde Bachhausen aus dem aufgelösten mittelfränkischen Landkreis Beilngries zum 1. Juli 1972 nach Mühlhausen im oberpfälzischen Landkreis Neumarkt eingemeindet.

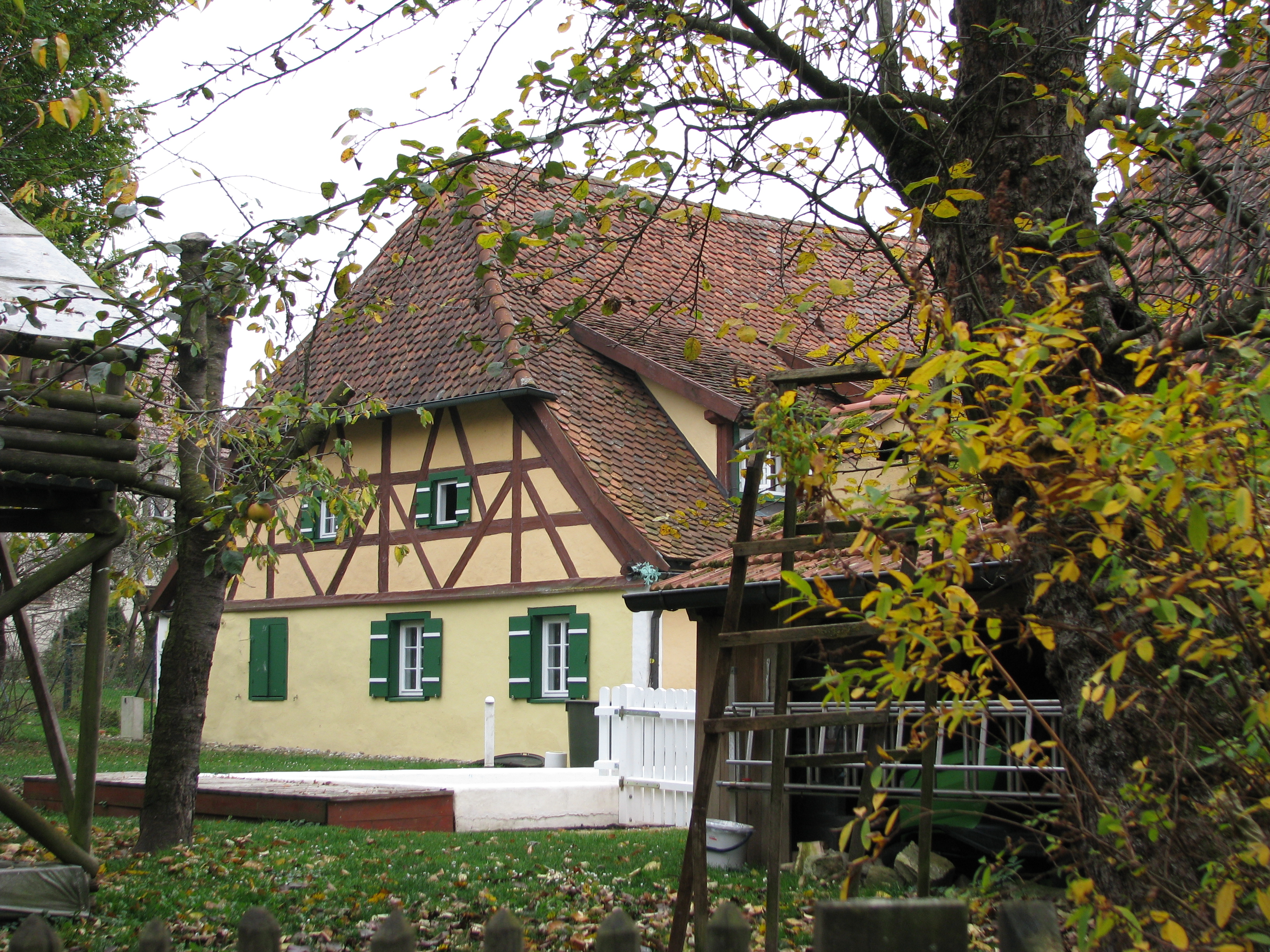
Fachwerkgebäude in Körnersdorf

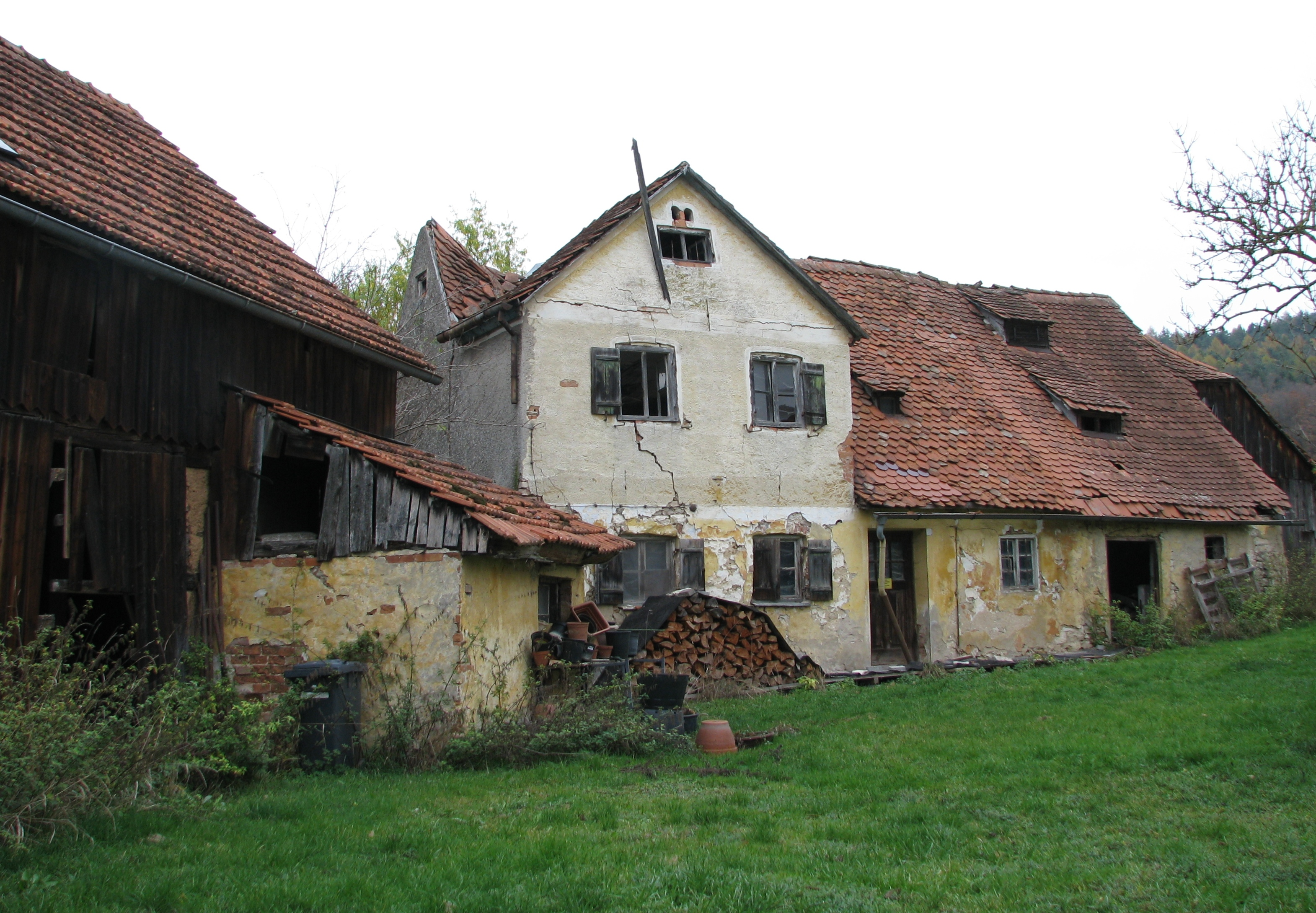
Altes Bauernanwesen in Körnersdorf

### Einwohnerzahlen
- 1830: 070 (16 Häuser)[9]
- 1861: 101 (22 Gebäude) (11 Katholiken, 90 Protestanten)[10]
- 1871: 074 (48 Gebäude; Großvieh: 9 Pferde, 99 Rinder)[11]
- 1900: 076 (17 Wohngebäude)[12]
- 1938: 058 (9 Katholiken der Pfarrei Sulzbürg, 49 Protestanten)[13]
- 1950: 069 (13 Häuser)[14]
- 1961: 060 (13 Wohngebäude)[15]
- 1970: 052[16]
- 1987: 041 (12 Wohngebäude, 14 Wohnungen)[1]

## Baudenkmäler
Die Wohnstallbauten Haus Nr. 1 (Haus mit Zwerchgiebel, 19. Jahrhundert), Nr. 5 (Mitte 19. Jahrhundert) und Nr. 7 (mit Krüppelwalmdach und Fachwerkgiebel, 18. Jahrhundert) gelten als Baudenkmäler.

## Verkehrsanbindung
Eine Gemeindeverbindungsstraße führt von der Kreisstraße NM 19 im Osten am südlichen Rand von Körnersdorf weiter über Kerkhofen nach Oberndorf, wo sie auf die Kreisstraße NM 18 trifft. Südlich von Körnersdorf kann der Main-Donau-Kanal in Richtung Bachhausen und weiter nach Erasbach überquert werden.